# Emilie de Ravin
Emilie de Ravin (født 27. december 1981) er en australsk skuespiller, bl.a. kendt for sin rolle som den højgravide Claire Littleton i den amerikanske tv-serie Lost og rollen som Belle i tv-serien Once Upon a Time. 

## Filmografi
- Remember me (2010) .... Ally Craig
- Public Enemies (2009) .... Anna Patzke
- Wicked: Witch (2008) .... Amanda Anderson
- The Perfect Game (2008) .... Frankie
- Ball Don't Lie (2007)
- The Hills Have Eyes (2006) .... Brenda Carter
- Santa's Slay (TV 2005) .... Mary 'Mac' Mackenzie
- Brick (2005) .... Emily Kostich
- Lost (2004–) .... Claire Littleton
- The Handler (2004) .... Gina
- Carrie .... Chris Hargensen
- Roswell (1999–2001) .... Tess Harding
- BeastMaster (1999–2000) .... Dæmonen Curupira
- Once Upon A Time (2011-2018) .... Belle French